# 이탈리아 전역 (제2차 세계 대전)
이탈리아 전역은 제2차 세계 대전 기간 중 1943년 연합군의 시칠리아 침공 때부터 유럽에서 전쟁이 끝날 때까지 이탈리아에서 전개된 전역이다. 지중해 전역을 책임진 연합군 최고사령부(Joint Allied Forces Headquarters, AFHQ)가 1945년 5월 이탈리아 주둔 독일군이 항복할 때까지 시실리 침공부터 이탈리아 본토 공략을 총 지휘했다. 독일은 1943년 9월 8일 항복한 이탈리아를 점령하고 알베르트 케셀링 공군 원수를 C 집단군 사령관으로 임명하여 연합군에 대응했다. 하지만 베니토 무솔리니가 잡힐 뻔하고, 살로 공화국이라는 독일의 괴뢰 정부를 세우지만, 이탈리아 점령을 끝으로 이탈리아 전선에서의 전쟁은 끝나게 된다.

## 경과

### 1943년
동부전선에서 나치 독일은 스탈린그라드 전투와 쿠르스크 전투에서 패하면서, 후퇴하게 된다. 그러던 중 이오시프 스탈린은 연합국들에게 제2전선을 요구해 달라며 요청을 하였다. 그래서 시칠리아 침공을 하게 된다.
7월 9일 시칠리아 전투를 시작한 영·미 연합군은 시실리(시칠리아)를 점령하면서 이탈리아 반도로 나갈 계획을 세우지만, 독일은 반대편 이탈리아 반도에서 엄청난 양의 해안포를 배치해 이탈리아 반도로의 상륙을 저지하였다.
하지만, 이탈리아에 상륙한 연합군은 산악 지대인 북부로 올라가기 시작했다.

### 1944년
이탈리아에 상륙에 성공한 연합군은 험준한 산맥과 좁은 해안 도로로 인해 진군이 저지되었는데, 이로 인해 공중 공격과 공격 준비를 철저히 해야 하여 공격 시기를 늦추게 된다.
버나드 몽고메리 장군이 9월 3일 칼라브리아에 상륙한 후 미국군도 상륙을 시작하여 9월 9일 모두 상륙에 성공한 연합군은 독일이 철저히 준비하였으나 완벽히 기습적이고 큰 타격을 입은 안치오 상륙작전에서 지자 연합군은 안치오 지방부터 로마까지 통로가 열리게 되었다. 이 후 독일은 산맥에 방어선을 설치하여 진군에 방해가 되게 하였다.
동부 해안에서 안치오 선이 열리고, 서부 해안에서는 몬테카시노 수도원에서 열린 전투로 난공불략의 요새였던 이 수도원을 엄청난 양의 공중폭격과 군사들로 몬테카시노 정상을 탈환한 연합군으로 인해 히틀러는 베니토 무솔리니가 도망치게 해주고 살로 공화국을 얻게 된다.

### 1945년
연합군은 이탈리아 반도에서의 독일을 물러나기 위해 이탈리아에서의 마지막 공세를 펼친다. 성공적으로 끝난 전투는 프랑스에서의 병력과 이탈리아에서의 병력이 만나 서유럽에서의 독일의 세력은 물러나게 된다.

## 같이 보기
- 이탈리아 전선 (제1차 세계 대전)
- 프랑스 해방
- 이탈리아 사회공화국
- 레시스텐자
- 이탈리아 내전